# Безопасное
Безопа́сное — село в Труновском районе Ставропольского края России.

## География
Река Терновка. Ташла, Егорлык, Кугульта.
Расстояние до краевого центра: 66 км.
Расстояние до районного центра: 21 км.

## История
В архивных и печатных источниках приводятся различные сведения о дате основания села Безопасное (Безопасенское):

По одним данным село основано переселенцами из Курской губ. в 1800 г. при ст. Безопасной Большого Черкасского тракта <…>, по другим — в 1802 г.<…>. Г. Н. Прозрителев указывает как даты основания села 1783 г. и 1808 г. <…>. В документах за 1812 г. имеются сведения об основании села в 1806 г. <…>. А. Твалчрелидзе считал датой основания села 1804 г. <…>. В каталоге земель Ставропольского уезда на 1819 г. указывается, что село основано в 1808 г. при впадении р. Ташлы в р. Егорлык <…>. В ведомости о казённых селениях Ставропольского уезда на 1849 г. указывается, что село заселено переселенцами из Екатеринославской, Курской и Тамбовской губ. после переселения на Кубань казаков ст-цы Безопасной <…>.— «Административно-территориальное устройство Ставрополья с конца XVIII века по 1920 год»
По некоторым сведениям село Безопасное основано в 1805 году на месте придорожной оборонительной крепости, которая входила в Азово-Моздокскую военно-оборонительную линию.
Согласно одной из версий основание селу положил крестьянин Лунёв, построив в 1804 году на месте будущего села мельницу, около которой затем стали селиться переселенцы из России. В 1820 году жители построили себе церковь:68.
Летом 1808 года были составлены планы и по ним «разбиты» селения Летницкое, Преградное, Безопасное и Медвежеколодезное (Медвежье). В дальнейшем по архивным документам именно 1808 год значится датой образования этих населенных пунктов, хотя сведения о появлении первых поселенцев относятся к 1804—1805 годам.
Название «Безопасное», по мнению В. Г. Гниловского, «связано с условиями жизни в период Кавказской войны (относительная удалённость села на север от Кавказской оборонительной линии, защищённость с юга Ставропольской и другими крепостями создавали безопасность в отношении набегов горцев».
Также существует точка зрения, что «Безопасным» село названо иронически, так как жители в первое время находились в постоянной опасности от нападений рыскавших по безлюдным тогда степям черкесов. Как отмечает Н. Т. Михайлов, насколько жить в данной местности было, действительно, «безопасно», видно из того, что, по рассказам старожилов, в 1825 году в 12 вёрстах от села произошла настоящая битва русских с черкесами, при чём первых было убито 300 человек (об этих событиях напоминал большой каменный крест, установленный на братской могиле, где были похоронены погибшие).
В архивных документах сообщается об образовании в начале 1814 года в Ставропольском уезде двух волостей: Безопасной и Пещанокопской. В Безопасную волость вошли селения Безопасное, Летницкое, Медвежье и Преградное с населением 3198 душ. По другим данным в 1817 году в Безопасном была учреждена волость.
16-18 октября 1837 Николай I инспектировал территорию нынешнего Ставрополья. Путь его лежал через города Пятигорск и Георгиевск, станицу Александрийскую, села Сухая Падина, Александровское, Калиновское, Сергиевское, хутор Базовый, село Старомарьевское, город Ставрополь, села Верхнерусское, Московское, Донское, Безопасное, Преградное и Медвеженское (ныне Красногвардейское).
В 1840 году по реформе графа П.Д. Киселёва в Кавказской области были образованы три округа государственных имуществ, которые в основном соответствовали существовавшим до этого административным округам. Состав волостей по сравнению с 1837 годом не изменился, за исключением переименования в Ставропольском округе Безопасненской волости в Донскую. По другим данным, с 1869 года Безопасное было приписано к Донской волости:73.
В 1871 году Донская волость разделена на Донскую и Безопасненскую. Согласно выписке из журнала губернского присутствия от 13 мая 1871 года, в составе Безопасненской волости значатся селения Безопасное и Птичье.
В 1889 году в селе открыто церковно-приходское одноклассное училище, в 1890—1891 годах построены здания аптеки и администрации.
Достопамятным событием считается холера 1892 года, от которой умерло 330 человек.
В 1909 году построены церкви во имя святого князя Александра Невского и святого преподобного Серафима Саровского (разрушены в 1930-х годах).
В 1916 году в ряде губерний России произошли крупные беспорядки в связи с продолжавшимся ростом дороговизны. В июне погромы населением торговых точек произошли в Безопасном, Донском и в других сёлах Ставропольского уезда.
21 апреля 1918 года образован Безопасненский сельский совет.
В 1918 году на Ставрополье начался процесс коллективизации, не получивший достаточного развития из-за гражданской войны. После окончательного установления советской власти в регионе стали создаваться коммуны и артели, организуемые бывшими красноармейцами. В 1920 году в селе Безопасном была образована артель им. Иванова. В 1924 году создано сельскохозяйственное товарищество «Хлебороб».
Начиная с первой половины 1920-х годов, село Безопасное являлось административным центром Безопасненского сельсовета Московского района Ставропольского округа:280—281.
В 1925 году село состояло из 2380 дворов, в которых проживало 13804 человек (6570 мужчин и 7234 женщины). В Безопасном имелось 3 партийных организации, 4 начальных школы, 2 избы-читальни, детский дом. Кроме того, на его территории работали более двадцати мелких промышленных предприятий, включая 4 маслобойни, 8 мельниц и столько же кузниц, а также 1 частный и 1 кооперативный ссыпной пункт:280—281. По данным переписи 1926 года по Северо-Кавказскому краю, в селе числилось 2577 хозяйств и 12719 жителей (5931 мужчина и 6788 женщин), из которых 59 — казаки, 12245 — русские:267.
В сентябре месяце 1942 года немецкие оккупанты согнали еврейское население в количестве 161 человек на окраину села Безопасное и там, после долгих издевательств, расстреляли.
В 1927 году в Безопасном было создано сельскохозяйственное товарищество «Путь к социализму». К началу 1930 года здесь насчитывалось более 40 мелких коллективных хозяйств, которые в феврале того же года были объединены в колхоз имени 5-й кавалерийской дивизии имени товарища Блинова.
До 16 марта 2020 года село было административным центром упразднённого Безопасненского сельсовета.

## Население
| 1897   | 1903    | 1925    | 1926    | 1939  | 1959  | 1979  | 1989  |
| ------ | ------- | ------- | ------- | ----- | ----- | ----- | ----- |
| 11 652 | ↗12 862 | ↗13 804 | ↘12 719 | ↘6532 | ↘6338 | ↗6381 | ↗6666 |
| 2002   | 2010    | 2014    | 2019    | 2020  | 2021  |       |       |
| ↗7049  | ↘6598   | ↘6500   | ↘6221   | ↘5907 | ↗6627 |       |       |

Гендерный состав
По итогам переписи населения 2010 года проживали 3171 мужчина (48,06 %) и 3427 женщин (51,94 %).
Национальный состав
По данным переписи 2002 года, 80 % населения — русские.
По итогам переписи населения 2010 года проживали следующие национальности (национальности менее 1 %, см. в сноске к строке «Другие»):
| Национальность | Численность | Процент |
| -------------- | ----------- | ------- |
| Русские        | 5252        | 79,60   |
| Езиды          | 284         | 4,30    |
| Армяне         | 278         | 4,21    |
| Цыгане         | 200         | 3,03    |
| Даргинцы       | 146         | 2,21    |
| Чеченцы        | 109         | 1,65    |
| Лезгины        | 95          | 1,44    |
| Другие         | 234         | 3,55    |
| Итого          | 6598        | 100,00  |

## Инфраструктура
- Культурно-досуговый центр[36]. Открыт 4 ноября 1970 года как Центральный сельский Дом культуры[37]
- Библиотека. Открыта 26 мая 1920 года[37] (по другим данным 27 мая[38])
- Участковая больница. Открыта 1 ноября 1912 года[39]
- Общественный музей им. Русановой Марии Акимовны. Открыт 1 февраля 1988 года[13]
- 2 открытых кладбища площадью 95587 м² и 42320 м²[40]

## Образование
- Детский сад «Малыш»[41]
- Детский сад № 5 «Берёзка»[42]
- Детский сад № 9 «Колосок»[43]
- Детский сад № 27 «Солнышко»[44]
- Средняя общеобразовательная школа № 3. Открыта 6 сентября 1973 года[13]. Упоминается с 1948 года[45]
- Детская музыкальная школа[46]

## Экономика
- СПК «Колхоз имени Ворошилова»[47]. Образован 5 января 1935 года[48] (по другим данным образован 20 ноября 1931 года как «Колхоз-гигант 5-й кавалерийской дивизии имени Блинова»[49])
- Безопасненская МТС. Упоминается в 1944-1958 годах[45]
- Новобезопасненская МТС. Упоминается в 1946-1958 годах[45]
- Колхоз им. Блинова. Упоминается в 1946-1949 годах[45]
- Колхоз им. Ипатова. Упоминается в 1947-1955 годах[45]
- Колхоз им. Калинина. Упоминается в 1946-1949 годах[45]
- Колхоз им. Максима Горького. Упоминается в 1946-1988 годах[45]
- Колхоз им. Чередниченко. Упоминается в 1946-1950 годах[45]
- Колхоз «Красный Октябрь». Упоминается в 1947-1955 годах[45]
- Колхоз «Социалистический путь». Упоминается в 1948-1950 годах[45]
- Колхоз «Ударник». Упоминается в 1947-1950 годах[45]

## Русская православная церковь
- Церковь Димитрия Солунского[50]. Открыта 8 ноября 1828 года[13]  261610491880005

## Спорт
- ФК «Автодор». Существует с 2012 года. До 2013 года называлась «Ника». Участвует в открытом первенстве Изобильненского района по футболу[51]

## Люди, связанные с селом
- Бентковский, Иосиф Викентьевич (1812—1890) — российский статистик и историк польского происхождения, жил в селе в середине XIX века
- Кульчицкий Владимир Иванович (1935) — бывший механизатор колхоза имени Ворошилова, полный кавалер ордена Трудовой Славы[52]
- Пронякин Александр Андреевич (1927—2022) — участник Великой Отечественной войны 1941—1945 годов, награждён орденом Трудового Красного Знамени[53]
- Русанова Мария Акимовна (1928—2005) — библиотекарь, Заслуженный работник культуры РСФСР, заведующая общественным музеем села Безопасного (позднее — музей им. М. А. Русановой)[54]
- Девятов, Кузьма Григорьевич (1900—1943) — генерал-майор танковых войск, начальник штаба 3-го танкового корпуса[источник не указан 185 дней]

## Памятники
- Братская могила красных партизан и семей первых колхозников, погибших в годы гражданской войны и коллективизации. 1918—1920, конец 1920-начало 1930-х годов, 1965 год  261610541550005
- Братская могила красных партизан, погибших в годы гражданской войны и советских воинов, погибших в борьбе с фашистами. 1918—1920, 1942—1943, 1967 года  261610541490005
- Памятник В. И. Ленину. 1947 год  261711163920005
- Памятник В. И. Ленину. 1950 год  261610541650005
- Обелиск на месте расправы белогвардейцев над мирными жителями в период гражданской войны. 1965 год  261610541560005
- Братская могила советских воинов, погибших в борьбе с фашистами. 1942, 1967 года  261610541520005
- Братская могила 7 советских воинов, погибших в борьбе с фашистами. 1942—1943, 1947 года  261611055250005
- Могила неизвестного советского воина, погибшего в борьбе с фашистами. 1943, 1965 года  261610541500005

## Археологические находки
В 2015 году у села Безопасное было найдено каменное изваяние в виде женской фигуры, которое, по мнению учёных, «предназначалось для языческих поклонений половецких кочевников, заселявших эти степи в начале II-го тысячелетия нашей эры, либо служило в качестве путевого указателя».